# Clossiana alberta
Clossiana alberta is een vlinder uit de familie van de Nymphalidae. De wetenschappelijke naam van de soort is voor het eerst geldig gepubliceerd in 1890 door William Henry Edwards.